# Danger Close
Danger Close, även känt som EA LA, var en amerikansk datorspelsutvecklare, grundat år 1995 under namnet DreamWorks Interactive LLC som en del av filmföretaget DreamWorks. År 2000 köptes företaget av Electronic Arts (och av Microsoft, som hade delägarskap av företaget). År 2003 expanderades företaget tack vare de numera nedlagda företagen Westwood Studios (skaparna av Command & Conquer-spelserien) och EA Pacific (tidigare under namnet Westwood Pacific) och blev till Electronic Arts (EA) Los Angeles. Strax när flera av Westwood Studios anställda lämnade företaget bildade många av dem företaget Petroglyph Games, istället för att gå med i EA Los Angeles. Företaget bytte namn till EA Los Angeles 2002.
Danger Close utvecklade bland annat Medal of Honor-spelserien, Command & Conquer-serien och Slaget om Midgård 2 – Ringarnas Herre. Företaget bytte namn till Danger Close 2010 och lades ner 2013 efter dåligt mottagande av företagets sista spel Medal of Honor: Warfighter.

## Utvecklade spel (under namnet DreamWorks Interactive LCC)
| Speltitel                          | År   | Format         |
| ---------------------------------- | ---- | -------------- |
| Someone's in the Kitchen!          | 1996 | PC             |
| Goosebumps: Escape from Horrorland | 1996 | PC             |
| The Neverhood                      | 1996 | PC             |
| Skullmonkeys                       | 1997 | Playstation 1  |
| Jurassic Park: Chaos Island        | 1997 | PC             |
| Goosebumps: Attack of the Mutant   | 1997 | PC             |
| Dilbert's Desktop Games            | 1997 | PC             |
| The Lost World: Jurassic Park      | 1997 | Playstation 1  |
| Small Soldiers                     | 1998 | Playstation 1  |
| Small Soldiers: Squad Commander    | 1998 | PC             |
| Boombots                           | 1999 | Playstation 1  |
| T'ai Fu: Wrath of the Tiger        | 1999 | Playstation 1  |
| Antz                               | 1999 | Game Boy Color |
| Jurassic Park: Trespasser          | 1999 | PC             |
| Warpath: Jurassic Park             | 1999 | Playstation 1  |
| Medal of Honor                     | 1999 | Playstation 1  |
| Medal of Honor: Underground        | 2000 | Playstation 1  |
| Clive Barker's Undying             | 2001 | PC             |

## Utvecklade spel (under namnet EA Los Angeles)
| Speltitel                                                  | År   | Format                        |
| ---------------------------------------------------------- | ---- | ----------------------------- |
| Medal of Honor: Frontline                                  | 2002 | Playstation 2                 |
| Medal of Honor: Allied Assault Spearhead (Expansionspaket) | 2002 | PC                            |
| Medal of Honor: Rising Sun                                 | 2003 | Xbox, Playstation 2, Gamecube |
| Command & Conquer: Generals - Zero Hour (Expansionspaket)  | 2003 | PC                            |
| GoldenEye: Rogue Agent                                     | 2004 | Xbox, Playstation 2, Gamecube |
| Medal of Honor: Pacific Assault                            | 2004 | PC                            |
| Slaget om Midgård – Härskarringen                          | 2004 | Playstation 1                 |
| Medal of Honor: European Assault                           | 2005 | Xbox, Playstation 2, Gamecube |
| Slaget om Midgård 2 – Ringarnas Herre                      | 2006 | PC, Xbox 360                  |
| Slaget om Midgård II – Häxkungens tid (Expansionspaket)    | 2006 | PC                            |
| Command & Conquer 3: Tiberium Wars                         | 2007 | PC, Mac, Xbox 360             |
| Medal of Honor: Airborne                                   | 2007 | Playstation 3, Xbox 360, PC   |
| Command & Conquer 3: Kane's Wrath (Expansionspaket)        | 2008 | PC, Xbox 360                  |
| Boom Blox                                                  | 2008 | Wii                           |
| Command & Conquer: Red Alert 3                             | 2008 | Playstation 3, Xbox 360, PC   |
| Command & Conquer Red Alert 3: Uprising (Expansionspaket)  | 2009 | PC                            |
| Boom Blox Bash Party                                       | 2009 | Wii                           |
| Command & Conquer 4: Tiberian Twilight                     | 2010 | PC                            |
| Medal of Honor (endast utvecklat Singleplayer-delen)       | 2010 | Playstation 3, Xbox 360, PC   |

## Utvecklade spel (under namnet Danger Close)
| Titel                         | År   | Format                                     |
| ----------------------------- | ---- | ------------------------------------------ |
| Medal of Honor (enspelarläge) | 2010 | Microsoft Windows, PlayStation 3, Xbox 360 |
| Medal of Honor: Warfighter    | 2012 | Microsoft Windows, PlayStation 3, Xbox 360 |